# Melitaea griseofusca
Melitaea griseofusca är en fjärilsart som beskrevs av Bramson 1910. Melitaea griseofusca ingår i släktet Melitaea och familjen praktfjärilar. Inga underarter finns listade i Catalogue of Life.